# Østfold-Bohuslän/Dalsland

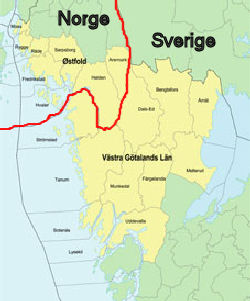
Samarbetsregion mellan Sverige-Norge

Østfold-Bohuslän/Dalsland är en samarbetsregion mellan Norge och Sverige. Regionen och dess kommuner ligger mitt emellan storstäderna Oslo och Göteborg, och motorvägen E6 löper genom området.

## Deltagande kommuner
| - Aremarks kommun - Fredrikstads kommun - Haldens kommun - Hvalers kommun - Moss kommun - Rygge kommun - Råde kommun - Sarpsborgs kommun | - Bengtsfors kommun - Dals-Eds kommun - Färgelanda kommun - Lysekils kommun - Melleruds kommun - Munkedals kommun - Sotenäs kommun - Strömstads kommun - Tanums kommun - Uddevalla kommun - Åmåls kommun |